# Can’t Speak French
Can’t Speak French (с англ. — «Не могу говорить по-французски») — восемнадцатый сингл британской поп-группы Girls Aloud, и последний в поддержку альбома Tangled Up. Издан в 2008 году.

## Список композиций

### CD 1
1. Can’t Speak French (Radio Edit) — 3:19

2. Hoxton Heroes — 3:00

### CD 2
1. Can’t Speak French (Radio Edit) — 3:19

2. Je Ne Parle Pas Français (translation by Jérôme Attal) — 3:41

3. Can’t Speak French (Tony Lamezma’s Passions Remix) — 6:11

4. With Every Heartbeat (Live Lounge cover) — 3:58

5. Can’t Speak French (Video)

### iTunes Exclusive digital download
1. Can’t Speak French (Tony Lamezma Mix Radio Edit) — 4:00

2. Can’t Speak French (Radio Edit) — 3:19

## Музыкальное видео
В видеоклипе Girls Aloud предстают в нарядах, навеянных образами эпохи Марии-Антуанетты. Они нарушают спокойствие обедающих гостей и начинают флиртовать с мужчинами, сопровождая флирт танцами. Также у каждой из солисток есть отдельные сцены на фоне цветной стены.

## Оценки
9 место в списке 20 лучших песен Girls Aloud по версии газеты The Guardian.

## Позиции вчартах
| Чарты (2008)     | Позиция занятое место |
| ---------------- | --------------------- |
| Эстония          | 9                     |
| Великобритания   | 9                     |
| Ирландия         | 12                    |
| Европейский чарт | 33                    |
| Румыния          | 79                    |

## Участники записи
- Шерил Коул
- Кимберли Уолш
- Сара Хардинг
- Никола Робертс
- Надин Койл

### Авторы
- Миранда Купер
- Брайан Хиггинс
- Лиза Коулинг
- Тим Пауэлл
- Элисон Кларксон